# The Nation of Ulysses
The Nation of Ulysses war eine Post-Hardcore-Band aus Washington, D.C. Sie existierte von 1988 bis 1992 und gilt neben Minor Threat und Fugazi als eine der bekanntesten Bands des Labels Dischord Records. 

## Geschichte
Nation of Ulysses wurde im Frühjahr 1988 von Sänger Ian Svenonius, Gitarrist Steve Kroner, Bassist Steve Gamboa und Schlagzeuger James Canty unter dem Namen Ulysses gegründet. 1989 wurde die Band dann durch Tim Green vervollständigt und in Nation of Ulysses umbenannt. Am 1. Juli 1991 veröffentlichten sie ihr erstes Album 13-Point Program to Destroy America, das von Ian MacKaye produziert wurde. Ein Jahr später folgte diesem dann Plays Pretty for Baby, das genau wie das erste auf Dischord Records veröffentlicht wurde.

## Stil
Der Stil von Nation of Ulysses lässt sich als eine Mischung aus Noise und Hardcore-Punk beschreiben, wobei auch stilfernere Einflüsse, wie Jazz, einen großen Teil des charakteristischen Sounds ausmachen. Ein Großteil der Songs werden von dissonanten Trompeteneinlagen begleitet, die sowohl auf den Aufnahmen als auch live von Ian Svenonius beigesteuert wurden. Die Texte sind stark von politischen Anspielungen geprägt. So setzt sich beispielsweise auch der Titel ihres ersten Albums 13-Point Program to Destroy America sowohl aus dem Ten Point Program der Black Panther Party, als auch aus dem Pamphlet Red China's Secret Plan to Destroy America J. Edgar Hoovers zusammen. Nation of Ulysses waren besonders bekannt für ihre ekstatischen und selbstzerstörerischen Auftritte, wobei sich Ian Svenonius regelmäßig Knochenbrüche zuzog. Live traten sie in der Regel in Anzügen auf, was später von vielen Bands des Genres kopiert wurde.

## Einfluss
Nation of Ulysses hatten einen großen Einfluss auf Bands des selbigen Genres, wie Refused, The (International) Noise Conspiracy, The Hives, At the Drive-In oder Bikini Kill.

## Diskografie
- 1990: The Nation of Ulysses (EP, Dischord Records)
- 1991: The Birth of the Ulysses Aesthetic (The Synthesis of Speed and Transformation) (EP, Dischord Records)
- 1991: 13-Point Program to Destroy America (Dischord Records)
- 1992: Plays Pretty for Baby (Dischord Records)
- 2000: The Embassy Tapes (Dischord Records)